# サルノコシカケ科

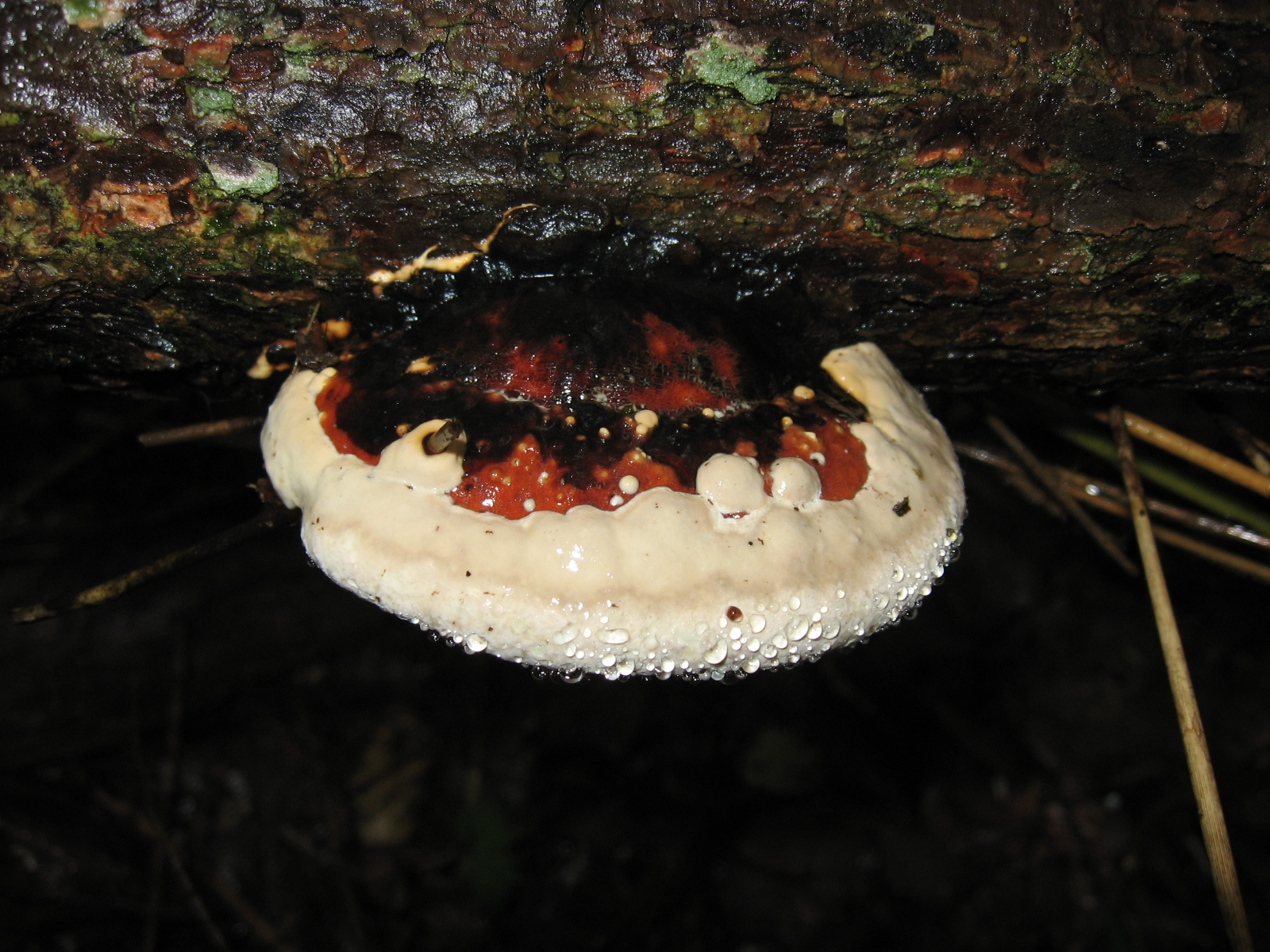
ツガサルノコシカケ (:en:Fomitopsis pinicola)

サルノコシカケ科（サルノコシカケか、英: Polyporaceae）は、ヒダナシタケ目に属する科の一つである。サルノコシカケは猿の腰掛けや胡孫眼とも表記する。

## 定義
一般に、「猿の腰掛け」の名の通り、樹木の幹に無柄で半月状の子実体を生じるものが多いが、背着生のものや、柄とかさとを備えるものもある。子実体は一般に堅くて丈夫（木質・コルク質・革質など）であるが、一部には柔らかな肉質のものもある。胞子を形成する子実層托は典型的には管孔状をなしているが、迷路状・ひだ状・鋸歯状などをなすこともあり、一つの種の中でも、子実体の生長段階の別、あるいは子実体の発生環境の影響などによって種々に変形することが多い。
サルノコシカケという和名をもつ種は存在しないため、科名をサルノコシカケ科とするのは暫定的な処置である。タイプ種として、アミヒラタケを選択する説とタマチョレイタケを選択する説とがあり、前者の説をとるならアミヒラタケ科、後者の説に準じるのであればタマチョレイタケ科の和名を採用するのが妥当であるが、まだ国際藻類・菌類・植物命名規約上の決着をみていない。この観点から多孔菌科の科名をあてることもある。
マンネンタケやコフキサルノコシカケなども胞子を管孔に形成する点から、従来はサルノコシカケ科に含まれていたが、現在ではヒダナシタケ目マンネンタケ科に移されている。ミヤマトンビマイタケも木材腐朽菌であり、子実層托は管孔状を呈するものではあるが、現在ではベニタケ目へと所属が変更されている。さらにニンギョウタケ・アオロウジなどは生態的な性質（一般に外生菌根を形成する）などを理由にニンギョウタケモドキ科に移され、これもまたベニタケ目に置く意見が強い。さらにマスタケその他は生活環（分生子を形成する無性世代を有する）や子実体の組織構造などにより、他の多くのサルノコシカケ類とは類縁関係を異にするものと考えられ、独立したアイカワタケ科を設ける説がある。加えて、分子系統学的解析の結果を踏まえ、近年では分類体系が縦横に改変されている。

## 生態
大部分は、木材を分解して栄養源とする白色腐朽菌や褐色腐朽菌で、通常は外生菌根は形成しない。栄養源とする樹種については、あまり選択性を示さないものも多いが、広葉樹のみ・針葉樹のみに限定される種類もあり、さらには樹木の属レベルで選択性を持つもの（カンバタケなど）や種レベルで限定されるもの（エゴノキタケなど）も存在する。

## 人との関係

### 利用
マイタケ・トンビマイタケ など、一部には食用として珍重されるものもあるが、通常はきのこ狩りの対象にされないことが多い。マンネンタケやコフキサルノコシカケは、漢方薬や民間薬として用いられる。カワラタケから得られる多糖類も、制癌剤としての応用がなされたことがある。（その後の研究で制癌の効能はあまりないことが分かっている）
アイカワタケ などが、樹木の空洞・裂け目などに形成した菌糸の塊は布状の手触りがあり、古くはこれを加工して琴・日本刀などを収納する袋を作ったという記録がある。また、コフキサルノコシカケを用い、煙草入れなどの工芸品に加工することもあった。
西洋では、ツリガネタケやキコブタケの子実体内部の肉をよく叩いて柔らかくし、そのまま外科用の綿の代用にしたり、硝石の水溶液をしみこませてから乾燥し、火口として使用したという（アマドゥ）。また、カンバタケの外皮を剥ぎ取り、緻密な革質の内部組織を革砥の代用とし、剃刀などを研磨するのに用いたという記録がある。

### 被害
サルノコシカケ科に所属する菌に限ったことではないが、木材腐朽菌としての被害は決して小さくない。造林・園芸分野での樹木の被害は、従来からよく知られているところである。また、寺院や神社などにおける古木・銘木の倒伏にも、しばしばサルノコシカケ科の菌が関与している。
一方で、木造家屋や、木製の階段・柵・標識・遊具などを害するものも数多い。また、シイタケなどの食用キノコ類の栽培に用いられるほだ木を分解・腐朽させ、間接的に食用きのこの生産に影響を与える雑菌としても、サルノコシカケ科に属する多くの菌が関与している。

## 分類
分類に際しては、子実体の外形・胞子その他の形態・子実体の組織構造・腐朽型などが重視される。以下、主要な科を挙げるが、これらの中には互いに統合されたもの、あるいは別科に移されたものも含まれている。
- アナタケ属 Poria

- ホウロクタケ属 Trametes
- カイガラタケ属 Lenzites
- カドアナタケ属 Hexagona
- チャアミタケ属 Daedaleopsis
- ニクウチワタケ属 Daedalea
- キカイガラタケ属 Gloeophyllum

- カワラタケ属 Coriolus
- シカタケ属 Antrodia
- ウスバタケ属 Irpex
- シハイタケ属 Hirschioporus
- シロサルノコシカケ属 　Oxyporus

- オシロイタケ属 Tyromyces
- ヤケイロタケ属 Bjerkandera
- エビウラタケ属 Gloeoporus
- アカゾメタケ属 Hapalopilus
- マスタケ属 Laetiporus

- ヤニタケ属 Ischnoderma
- ヌルデタケ属 Porodisculus
- カンバタケ属 Piptoporus

- ツリガネタケ属 Fomesチョ
- ツガサルノコシカケ属 Fomitopsis
- スルメタケ属 Rigidoporus
- ウズラタケ属 Truncospora

- オツネンタケモドキ属 Polyporellus
- ハチノスタケ属 Favolus
- ツヤウチワタケ属 Microporus

- タマチョレイタケ属 Polyporus
- マイタケ属 Grifola
- ミヤマトンビマイ属 Bondarzeuia

- ヒトクチタケ属 Cryptoporus